# Dbaiyeh - Zouk al Khrab - Haret al Ballaneh - Aoukar
Dbaiyeh - Zouk al Khrab - Haret al Ballaneh - Aoukar è un  comune (municipalité) del Libano situato nel distretto di al-Matn, governatorato del Monte Libano.